# 코너 메이너드
코너 메이너드(Conor Maynard, 1992년 11월 21일 ~ )는 잉글랜드의 싱어송라이터이다.